# 杨集镇 (京山市)
杨集镇，是中华人民共和国湖北省荆门市京山市下辖的一个乡镇级行政单位。

## 行政区划
杨集镇下辖以下地区：
杨集街社区、三口堰村、芦棚村、花石岩村、菖蒲村、杨集村、新场村、三泉村、将军岭村、双坪村、李家冲村、三台村、巴冲村、铜家冲村、新庙村、三岔口村、王峰岭村、双墩村、双峰观村、五童观村、五泉村和潘家冲村。